# Giulia Cavina
Pour les articles homonymes, voir Cavina.
Pas d'image ? Cliquez ici

a Compétitions nationales et continentales officielles uniquement.

b Matchs officiels uniquement.
Giulia Cavina, née le 15 novembre 1999 à Gênes (Italie), est une joueuse internationale italienne de rugby à XV. Elle joue aux postes de deuxième et troisième ligne centre à l'AC Bobigny.

## Biographie
Née le 15 novembre 1999 de Stefano et Nkem Cavina, elle débute le rugby à XV avec le club de Cogoleto où elle joue avec sa sœur jumelle Micol, demi d'ouverture de Villorba Rugby et internationale elle aussi (5 sélections). Elle a deux autres sœurs qui pratiquent également le rugby (la cadette Gaia est sa coéquipière).
Elle représente d'abord l'Italie en rugby à sept avec sa sœur au tournoi de Hong Kong, puis devient internationale à XV le 30 septembre 2023 contre le Japon (24-25). Elle est ensuite sélectionnée pour disputer la première édition du WXV où elle est titularisée trois fois en trois matchs.
En décembre 2023, elle est appelée pour jouer avec la toute nouvelle sélection des Zebre, qui dispute deux rencontres contre Valence et Sitges en janvier et février 2024. Blessée au pouce lors du match d'ouverture du Tournoi des Six Nations 2024 contre l'Angleterre, elle rate le reste de la compétition.
En parallèle, elle est étudiante en sciences du sport et de la santé à l'université de Bologne.